# Kadavinabachanahalli, Holenarsipur
Kadavinabachanahalli là một làng thuộc tehsil Holenarsipur, huyện Hassan, bang Karnataka, Ấn Độ.